# Adela pantherellus
Adela pantherellus is een vlinder uit de familie van de langsprietmotten (Adelidae). De wetenschappelijke naam van de soort is voor het eerst geldig gepubliceerd door Guenee in 1848.
De soort komt voor in Europa.